# Cuarteto de cuerda n.º 12 (Beethoven)

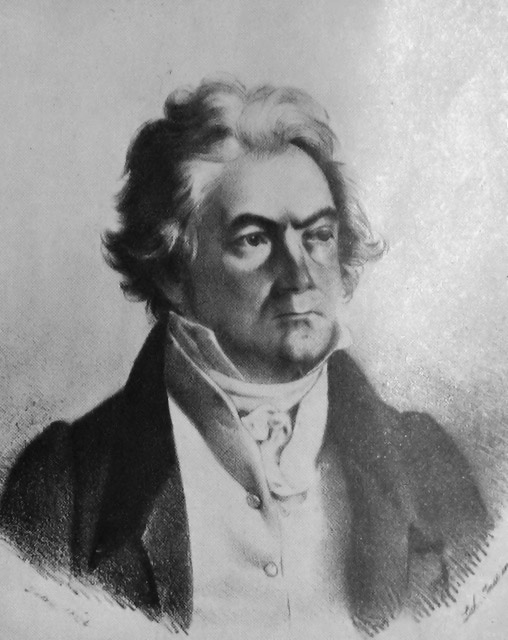
Retrato de Beethoven por Johann Decker de 1824.

El Cuarteto de cuerda n.º 12 en mi bemol mayor, op. 127 es uno de los cuartetos de cuerda de Ludwig van Beethoven, que pertenece a la última serie de los compuestos por el músico y que marca la cima de su escritura musical. 

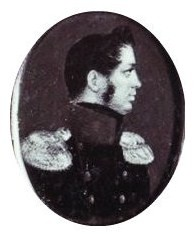
Nikolai Golitsyn

## Composición
Beethoven comenzó a componer el cuarteto en mayo de 1824, 14 años después del cuarteto anterior, el cuarteto n.º 11 en fa menor, op. 95 . El n.º 12 abre así la serie de los "cuartetos tardíos" de Beethoven, que fueron escritos en sucesión directa en los años de 1824 a 1826. 
En los doce años anteriores, Beethoven se había retirado de la vida pública y ya no daba conciertos. Muchos de sus patrocinadores y amigos habían muerto durante este período, y además, el palacio del noble mecenas de Beethoven, Andrei Kirillowitsch Rasumowski, que se había incendiado en 1814, era para Beethoven un lugar importante, ya que en él tenía su sede y daba sus conciertos el famoso cuarteto Schuppanzigh, que era muy cercano de Beethoven y solía estrenar sus cuartetos. Beethoven describió su condición a su amigo Amenda de la siguiente manera: "...Puedo decir que vivo casi solo en la ciudad más grande de Alemania”. Por otro lado entre 1816 y 1817 el gusto del público había pasado al compositor de ópera italiano Gioachino Rossini. Beethoven no había compuesto en absoluto y durante este tiempo había escrito al editor del Allgemeinen musikalischen Zeitung, Johann Friedrich Rochlitz: “Desde hace algún tiempo no he podido escribir fácilmente. Me siento, pienso y pienso; Lo tengo claro; pero no quiere pasar al papel. Temo el comienzo de tan grandes obras." 
El público interesado en la música asumió que Beethoven, como lo llamó su secretario Anton Schindler, había "dejado de escribir". A pesar de la sonata para piano n.º 29 en si bemol mayor, op. 106, publicada en 1821 (la "Sonata Hammerklavier"), el Allgemeine musische Zeitung escribió : "Para obras más grandes parece estar completamente embotado". Además de la op. 106, Beethoven también trabajó en la sonata para piano núm. 30 op. 109 en mi mayor, la Missa solemnis y las variaciones Diabelli.
En el género del cuarteto, solo se creó un movimiento de cuarteto para el escritor británico Richard Ford. Esta partitura fue descubierta solo en 1999 y el 8 de diciembre del mismo año subastada en Sotheby’s. 
Otro papel importante era el desempeñado por la sordera de Beethoven causada por la otosclerosis, que desde alrededor del año 1800, comenzó a deteriorarse constantemente. Dado que los tubos auditivos utilizados por Beethoven eran de baja calidad, sus allegados tuvieron que gritar en algún momento para comunicarse con él hasta que, a partir de 1818, se hizo necesario utilizar los libros de conversación en los que los interlocutores de Beethoven escribían sus mensajes al compositor. 

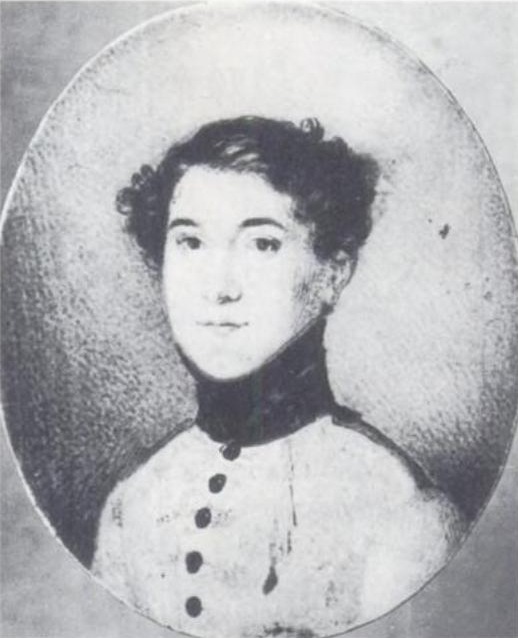
Miniatura anónima del sobrino de Beethoven Karl van Beethoven.

Además, el compositor estuvo involucrado en el proceso de custodia de su sobrino Karl, que era hijo del hermano de Beethoven, Kaspar Karl, quien murió en 1815. Después de su muerte, Beethoven luchó por su custodia porque, según el compositor, la madre de Karl, Johanna van Beethoven, llevaba una vida inmoral y la comparó con la "Reina de la Noche" de la ópera Die Zauberflöte de Wolfgang Amadeus Mozart. Alrededor de 1820, la victoria de Beethoven en el proceso de custodia mejoró su situación personal; Además, había creado un nuevo círculo de amigos que, en contraste con el pasado, ya no era aristocrático, sino de clase media. 
Así, en 1822, las primeras consideraciones concretas para un nuevo cuarteto maduraron después de que Beethoven había expresado el deseo de componer en este género nuevamente unos años antes. El amigo de Beethoven, Ignaz Schuppanzigh, quien dirigía el Cuarteto Schuppanzigh y al que el compositor apodaba "Milord Falstaf", por su figura y carácter, ofreció su ayuda a Beethoven después de su regreso de Rusia.  
En mayo de 1822, el editor de Leipzig, Carl Friedrich Peters, le pidió a Beethoven que compusiera algunos cuartetos. Pero el negocio falló cuando Beethoven le hizo excesivas demandas de honorarios. Según el editor Peters, tenía las composiciones de Louis Spohr, Andreas Romberg y Pierre Rode "que son todas bellas, excelentes obras", por lo que ya no necesita los cuartetos. 
El 9 En noviembre de 1822, el príncipe ruso Nikolai Borissowitsch Golizyn, un entusiasta violonchelista, le encargó a Beethoven que compusiera uno o tres cuartetos nuevos. Golitsyn puede haber sido alentado a hacerlo por Schuppanzigh ya que Golizyn y Schuppanzigh se habían conocido durante su viaje a Rusia. 
Además del Cuarteto No. 12 op. 127 (completado en enero de 1825), los tres cuartetos comisionados por Golizyn y dedicados a él incluyen el Cuarteto de cuerda No. 15 en La menor, Op. 132 (completado en julio de 1825) y el Cuarteto de cuerda No. 13 (si bemol mayor) op. 130 (completado en enero de 1826). 
El 25 de enero de 1823, Beethoven aceptó el encargo, pero solo pudo comenzar a trabajar en mayo de 1824, después de completar la "Novena Sinfonía". En marzo de 1825, el primero de los cuartetos encargados se completó con el opus 127. Karl Holz, segundo violinista en el Cuarteto Schuppanzigh, informó en 1857: “Mientras componía los tres cuartetos op. 127, 130, y 132 solicitados por el Príncipe Golizyn, la inagotable imaginación de Beethoven fluyó con tanta riqueza de nuevas ideas de cuarteto que casi involuntariamente tuvo que escribir los cuartetos en C menor y mayor en fa mayor. "¡Recordé algo mejor!", Solía decir en broma y con ojos brillantes cuando salíamos a caminar y escribía algunas notas en su cuaderno de bocetos (...) 
Después de la entrega de los cuartetos, surgieron dificultades debido al pago de la tarifa. Beethoven insistió en que se hiciera un primer pago de 50 ducados por la Missa solemnis, ya que el Príncipe Golitsyn también había ordenado una copia de la Missa solemnis para que se pudiera interpretar en San Petersburgo. Inicialmente, sin embargo, el príncipe no quería entrar en ese trato. Después de un pago adicional de 50 ducados por el primer cuarteto, los 100 ducados de los otros dos cuartetos no aparecieron. En noviembre de 1826, el príncipe, con referencia a sus problemas financieros y su participación en la campaña contra Persia (1826-1828), prometió hacer el pago lo antes posible, pero a pesar de un recordatorio de Beethoven el 21 de marzo de 1827, pocos días antes de su muerte, al banquero del Príncipe, el pago no sucedió. Anton Schindler se sintió obligado a señalar el pago tardío del Príncipe en su biografía de Beethoven de 1840. El primer pago de 50 ducados al sobrino Karl como heredero universal del compositor se hizo solo en 1835; el resto se pagó después de otros 17 años, pero sin intereses de demora. En 1858, el hijo de Karl, Ludwig van Beethoven, recibió un pago de 125 ducados del director y compositor Juri Nikolajewitsch Galitzin, el hijo del príncipe, "como un signo de agradecimiento de los músicos rusos" hacia el compositor, que murió en 1827. 
Se han encontrado una gran cantidad de bocetos para los últimos cuartetos de Beethoven, solo que muchas de las notas garabateadas son tan difíciles de descifrar que Karl Holz las describió como: "jeroglíficos, a los que nadie puede dar sentido. Estos son los secretos de Isis y Osiris". 
Los últimos cuartetos se compusieron en el siguiente orden: 
- en enero de 1825: Cuarteto de cuerda n.º 12 en mi bemol mayor op. 127
- en julio de 1825: Cuarteto de cuerda n.° 15 en la menor, op.132
- en enero de 1826: Cuarteto de cuerda n.° 13 en si bemol mayor, op. 130 y la "Gran fuga", op. 133 en si bemol mayor
- en julio de 1826: Cuarteto de cuerda n.º 14 en do sostenido menor, Op. 131
- en octubre de 1826: Cuarteto de cuerda n.° 16 en fa mayor, op. 135

## Movimientos
1. Maestoso - Allegro (mi bemol mayor)
2. Adagio ma non troppo e molto cantabile (la bemol mayor)
3. Scherzo Vivace (mi bemol mayor)
4. Allegro (mi bemol mayor)

## Música
Los tres cuartetos compuestos para el príncipe Golizyn tienen un paralelo con los "cuartetos Rasumowsky". En ambos casos, el cuarteto del medio está en una clave menor, mientras que los otros dos están en mayor ("Cuartetos Rasumowsky": No. 7 en Fa mayor, No. 8 en Mi menor, No. 9 en Do mayor ; Cuartetos Golizyn [cuya numeración no corresponde al orden en que fueron creados: No. 12 en mi bemol mayor, No. 15 en la menor, N ° 13 en la bemol mayor).
En ocasiones, Beethoven consideró una disposición de seis movimientos del cuarteto con un movimiento medio lento llamado "La Gaieté" y un movimiento lento que abriera el final.

### Primer movimiento
El primer movimiento es introducido por un Maestoso de seis compases, que se caracteriza por un compás de 2/4 y una acentuación rítmica de Sforzato contra el centro del compás. Este es el primero de tres lugares en el movimiento donde resuena el maestoso, cada vez en una clave diferente.
Al Maestoso le sigue el tema principal en tiempo de 3/4, para lo cual Beethoven realizó la presentación "sempre p (iano) e dolce". Después de un "tema de escala"  en mi bemol mayor, hay una breve transición al tema secundario en sol menor. En términos de exposición, el primer tema es similar al tercero y el segundo al cuarto. Algunos investigadores de Beethoven ven el tercer tema solo como "pensamiento", "pensamiento secundario", "anexo"  o como "diez compases más".
Una repetición de los maestosos marca el final de la exposición y conduce a la implementación . En la implementación, los primeros dos compases del tema principal aparecen en todos los instrumentos. Dentro de la implementación, el maestoso suena a su vez en do mayor. 
El tema principal del movimiento resuena en la recapitulación: con ligeros cambios   - De nuevo, pero esta vez sin Maestoso; con un total de 74 compases, el tema principal esta vez compensa los seis compases faltantes del Maestoso.
El resto del movimiento se convierte en una especie de "canción" que, como Beethoven escribió al Príncipe Golitsyn, "siempre merece ser preferida a todo lo demás".

### Segundo movimiento

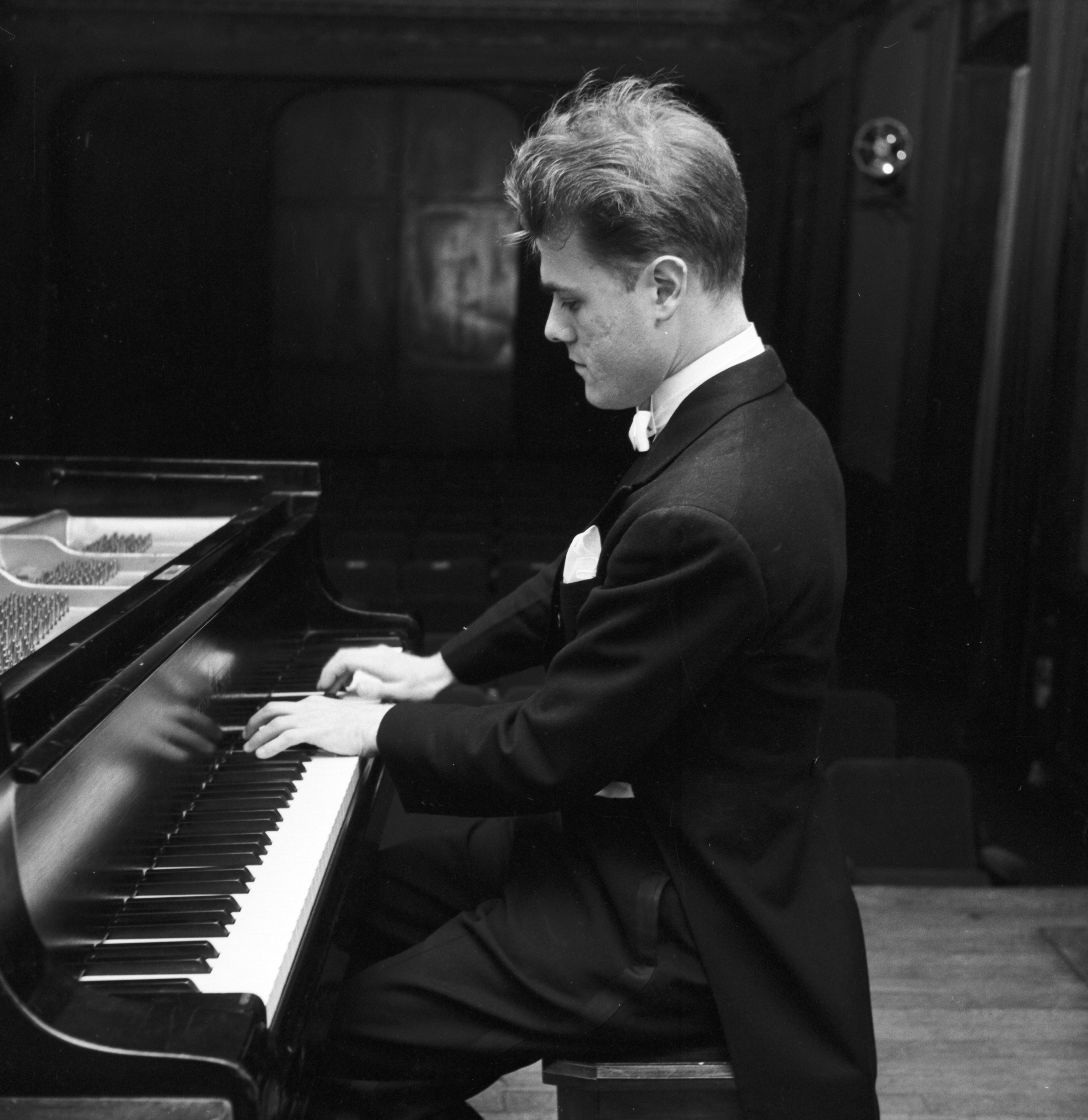
Charles Rosen

El segundo movimiento es una variación. Joseph Kerman lo comparó con el cuarto movimiento (que también es un movimiento de variación) del Cuarteto de cuerdas n.º 14 en Do sostenido menor, op. 131, aludiendo a las hermanas de la ópera "Così fan tutte" de Wolfgang Amadeus Mozart, el adagio del op. 131 “Una hermana menor, menos llena de alma y de mentalidad seria. Ella es Dorabella en lugar de Fiordiligi".
El tema del movimiento se caracteriza por elementos de escala y tríada. Un séptimo acorde dominante se eleva desde el violonchelo hasta el primer violín y luego conduce al tono principal en la bemol mayor. Wilhelm von Lenz escribió en 1860 sobre esta introducción: "Este comienzo, es una escalera entre el cielo y la tierra en la que los espíritus de las ideas artísticas más refinadas suben y bajan". Cinco variaciones de este tema siguen en el curso del movimiento. 
La primera variación mantiene la clave, el tempo y la firma del tiempo, pero intensifica el ritmo del tema a través de dieciseisavos y síncopas. Todos los instrumentos están igualmente involucrados. 
En la segunda variación, ambos violines tienen un diálogo. Dieciséis descansos y saltos de intervalo le dan a esta variación un aire de baile. 
La tercera variación es un Adagio molto espressivo en un solemne mi mayor. 

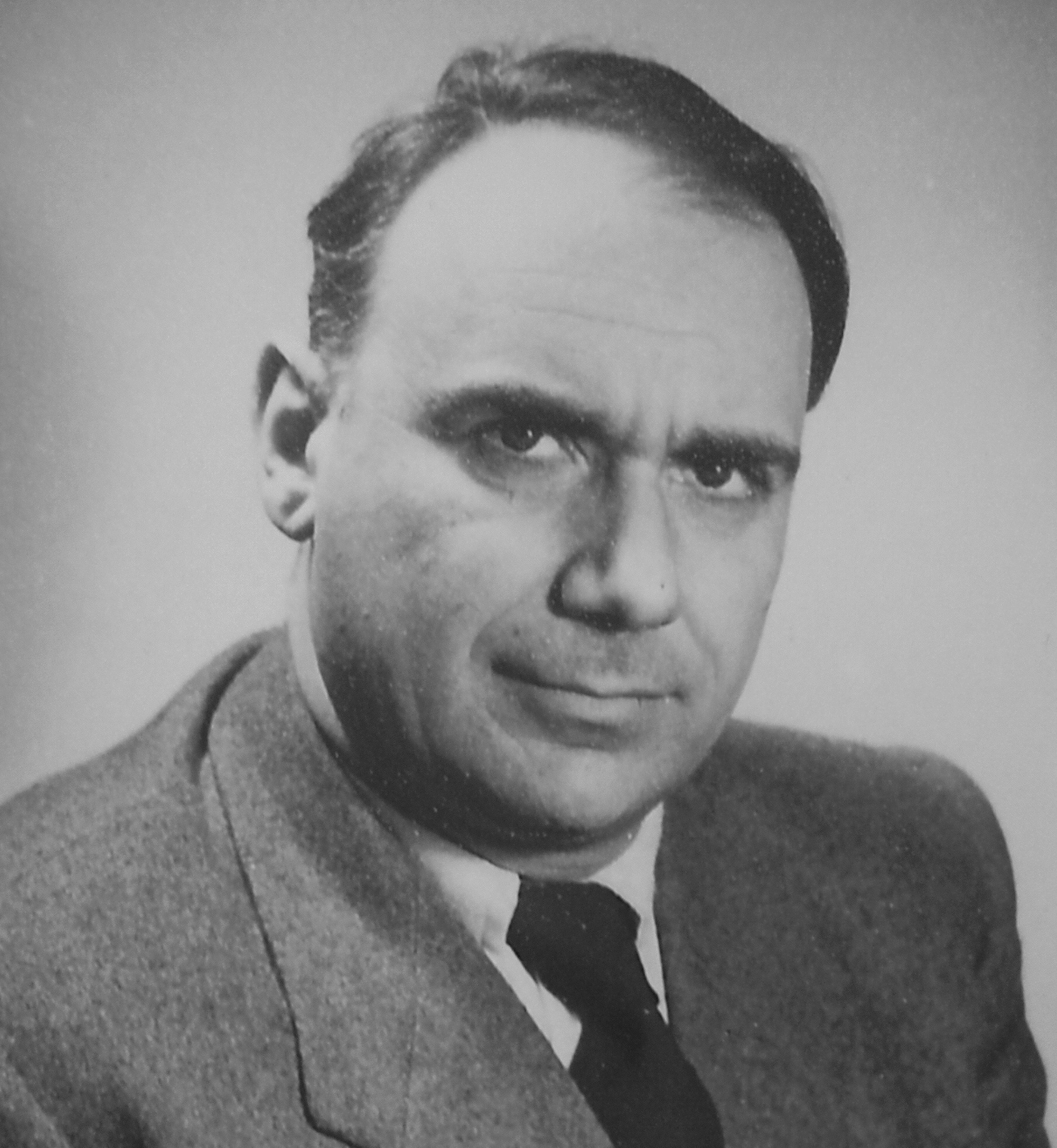
Harry Goldschmidt

La cuarta variación tiene la función de una recapitulación y retoma el tema del movimiento casi sin cambios. Wilhelm von Lenz escribió sobre la cuarta variación: "La mariposa se aleja flotando de la mística del espíritu".
La quinta variación llevó a discusiones entre los intérpretes sobre si debería entenderse como una variación ( Arnold Werner-Jensen ) o como una coda ( Walter Riezler ), y si es la última variación de la oración. Oscila entre un la bemol mayor y un mi bemol mayor. 
Al igual que en el Cuarteto de cuerda n.º 10 de Beethoven en mi bemol mayor, op. 74, el "Cuarteto del arpa", las variaciones en la partitura tampoco están numeradas aquí. Lo mismo se aplica a las variaciones en los movimientos lentos de los cuartetos 131, 132 y 135. El teórico de la música estadounidense Charles Rosen escribió sobre las últimas variaciones de Beethoven, que daban "menos la impresión de que están embelleciendo un tema que de que están descubriendo su esencia".
Todo el segundo movimiento del Op. 127 se encontró con el entusiasmo unánime de los intérpretes. En 1936, Walter Riezler se sorprendió de "la calma sublime del movimiento", mientras que Joseph Kerman en 1967 describió el tema del movimiento como "un famoso milagro de belleza"  y toda él como "el movimiento más sensual y bello que Beethoven alguna vez escribió". Harry Goldschmidt lo describió en 1975 como un "estado de completo descanso elíseo", mientras que Hugo Riemann escribió en 1903: "Cuatro compases de confirmación final [...] concluyen un movimiento, sobre cuya maravillosa belleza no se requieren palabras".

### Tercer movimiento

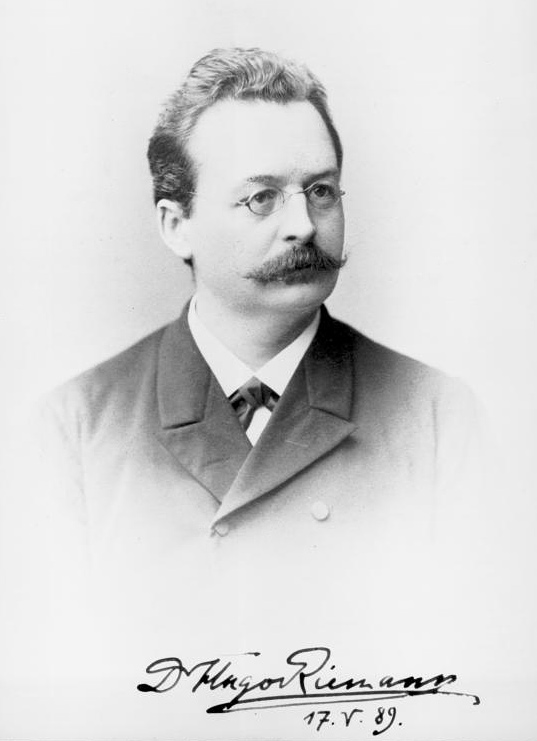
Hugo Riemann

El tercer movimiento es el único movimiento dentro de los "cuartetos tardíos" que se llamará "Scherzo". A pesar del contraste entre el segundo movimiento y el ritmo punteado de este tercer movimiento, el tema de este scherzo se basa en el Adagio. La primera parte del scherzo contiene el tema como una fuga; mientras que su segunda parte es una implementación detallada. El tema es muy variado en la recapitulación en mi bemol mayor. El trío del movimiento parodia un movimiento de baile y alterna entre mayor y menor. Un Scherzo-da-capo termina sorprendentemente después de doce compases. El movimiento termina con una coda corta. 

### Cuarto movimiento
El cuarto movimiento, concebido como una sonata rondo, retoma el humor lírico de los dos movimientos iniciales. La exposición se inicia por un unísono de cuatro compases. El primer tema principal con un período asimétrico de ocho compases pasa directamente al segundo tema principal, que se caracteriza por formaciones de dos compases, decoraciones y contrastes dinámicos. Una transición anuncia los dos temas secundarios, que son similares a una canción infantil. La implementación combina los temas del cuarto movimiento en detalle y repite un tercio de la exposición en una recapitulación de 32 compases. En la recapitulación no hay transición, por lo que la cantabilidad del primer tema principal aumenta hacia una melodía popular. Una coda detallada en el Allegro comodo lleva el estilo lírico del movimiento a un clímax. 
A corto plazo, Beethoven había considerado agregar un adagio al final. Este adagio debería haber estado relacionado temáticamente con el primer adagio, mientras que el final se habría relacionado temáticamente con el primer movimiento.

## Efecto

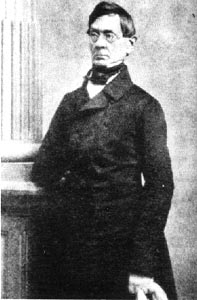
Anton Schindler

El Cuarteto de Cuerdas n.º 12 fue estrenado en marzo de 1825 por el Cuarteto Schuppanzigh en Viena. Ignaz Schuppanzigh y su conjunto también estrenó los cuartetos Rasumowsky de Beethoven, por lo que el crítico musical Eduard Hanslick describió al cuarteto Schuppanzigh como el cuarteto de Beethoven: "[Beethoven] pudo confiar sus últimos cuartetos más difíciles, que dan a los oyentes e intérpretes de nuestros días tantos interrogantes para resolver, a Schuppanzigh con tranquilidad." Así que Schuppanzigh disipó las preocupaciones de Beethoven sobre un posible fracaso del cuarteto: "No te preocupes por eso, son un pequeño número de burros ridículos, jódelos por completo." 
Después de una pausa de 14 años en la composición de cuartetos, el éxito del Op. 127 fue tan importante para Beethoven que alabó a los músicos del Cuarteto Schuppanzigh firmando una declaración escrita sobre las mejores actuaciones: "¡Mejor! A todos se les da lo suyo y, por lo tanto, se hace obligatorio, de tal manera que uno pretende comportarse de la mejor manera en honor, para honrarse a sí mismo y para honrarse el uno al otro de antemano." 
Antes del estreno los desacuerdos entre los miembros del cuarteto fueron exacerbados por intrigas del sobrino de Beethoven Karl y el hermano de Beethoven, Johann, contra Schuppanzigh. Además, el período de ensayos habitual para un nuevo cuarteto de 8 a 13 días para el exigente Op. 127 de Beethoven resultó ser insuficiente.
El estreno del cuarteto de cuerda falló debido a su insuficiente preparación por parte del Cuarteto Schuppanzigh. El sobrino Karl informó a su tío acerca de "muchos incidentes" durante el estreno: "Al principio no fuimos realmente juntos, luego a Schuppanzigh le saltó una cuerda, y  no tenía un segundo violín a mano", mientras Schindler escribió: 
- “Como se señaló anteriormente, el estreno del primero de estos cuartetos en mi bemol mayor por Schuppanzigh y camaradas tuvo lugar en marzo de 1825, pero fracasó casi por completo, por lo que el auditorio, que estaba muy ocupado, se quedó un tanto desconcertado. Se preguntaron mutuamente qué habían escuchado realmente. [...] La causa del fracaso se encontraba solo en Schuppanzigh, que no se había declarado capaz de interpretar correctamente, así como de la visión intelectual de la difícil tarea. Esto condujo a amargas discusiones entre él y el compositor ".   - Anton Schindler[30]

El mismo Schuppanzigh le dijo a Beethoven: "Es cierto que lo hicimos demasiado pronto (demasiado pronto) y no salió como debería ser, pero no fallé solo yo, sino todos nosotros 4 ". El desempeño fallido nubló la relación entre Beethoven y Schuppanzigh. El mismo Schuppanzigh se sintió tratado injustamente por los miembros de su cuarteto, que, como informa el sobrino de Beethoven, Karl, no habría creído "que le harían esto". Además, Joseph Linke, el violonchelo, vio que Schuppanzigh no podía lidiar con los cuartetos más difíciles de Beethoven y el Cuarteto Schuppanzigh, a solicitud de Beethoven, interpretó el op. 127 el 23 de marzo de 1825 bajo la dirección de Joseph Böhm, como primer violinista del Cuarteto Schuppanzigh y director de la clase de violín en el conservatorio. 

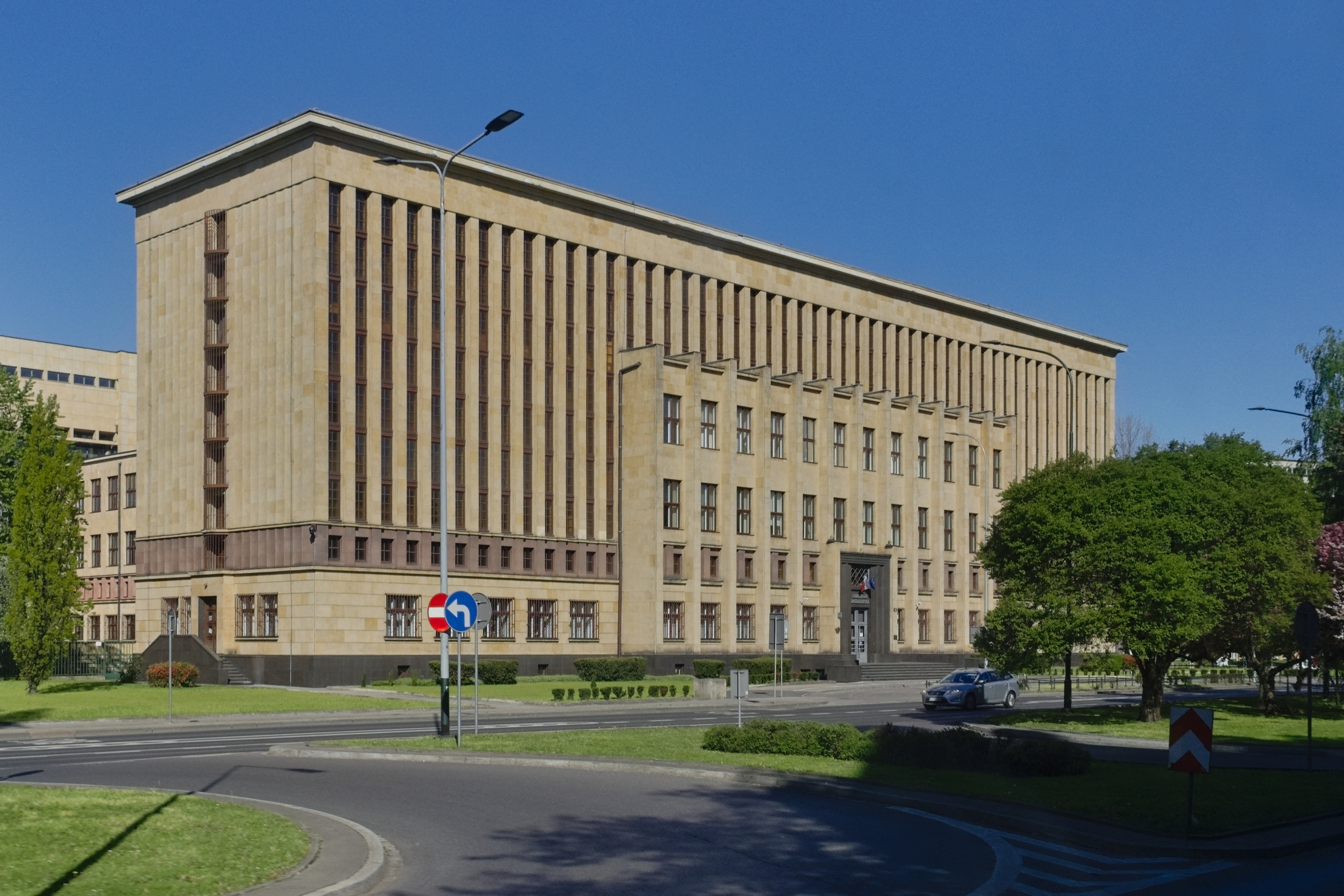
Biblioteca Jagellonica

También en esta fase, la sordera de Beethoven se expresó una vez más, como se demostró en un ensayo para la nueva presentación. Joseph Böhm informó más tarde cómo los ojos de Beethoven siguieron cuidadosamente los arcos de los instrumentos, permitiéndole "juzgar las fluctuaciones más pequeñas en el tempo o el ritmo". Cuando Böhm aconsejó eliminar el "molto vivace" en la coda del movimiento final, Beethoven "se agachó en la esquina"  observó otra prueba de funcionamiento de los instrumentos y eliminó el "molto  vivace" de la partitura y lo cambió a "Allegro con moto".
Böhm era de hecho mejor violinista que Schuppanzigh y sus músicos ya estaban algo familiarizados con la obra a través de la actuación de Schuppanzigh. Sin embargo, Anton Schindler escribió con bastante escepticismo sobre la actuación de Böhm: 
- "J. Böhm, más concertista que hombre de cuarteto, virtuoso en la superación de dificultades técnicas, logró un mayor éxito con la obra. A pesar de esto, la profunda oscuridad no quería iluminarse en algunas oraciones. El compositor, sin embargo, fue desafortunadamente notificado de una victoria completa, como si la obra ahora le pareciera a todos tan clara como cualquiera de las más antiguas en este género ".   - Anton Schindler[36]

Sin embargo, el cuarteto recibió una respuesta positiva de esta actuación y se interpretó al menos once veces hasta enero de 1828 con Joseph Böhm, Josef Mayseder y Ferdinand Piringer.
Desde septiembre de 1825, siete de estas actuaciones fueron realizadas por Schuppanzigh, con quien Beethoven se había reconciliado. En relación con una nueva actuación de Schuppanzigh, Karl Holz informó al compositor: “Hoy tuvimos ensayos; Mi señor ya tocaba el cuarteto excelentemente; si sigue así (y todavía estamos realizando un ensayo) nunca se habrá interpretado mejor. Debe haber practicado inusualmente en casa”.
A finales del siglo siglo XIX, surgieron problemas en la recepción de los últimos cuartetos de Beethoven, que también fueron criticados por músicos como Pyotr Ilyich Tchaikovsky.

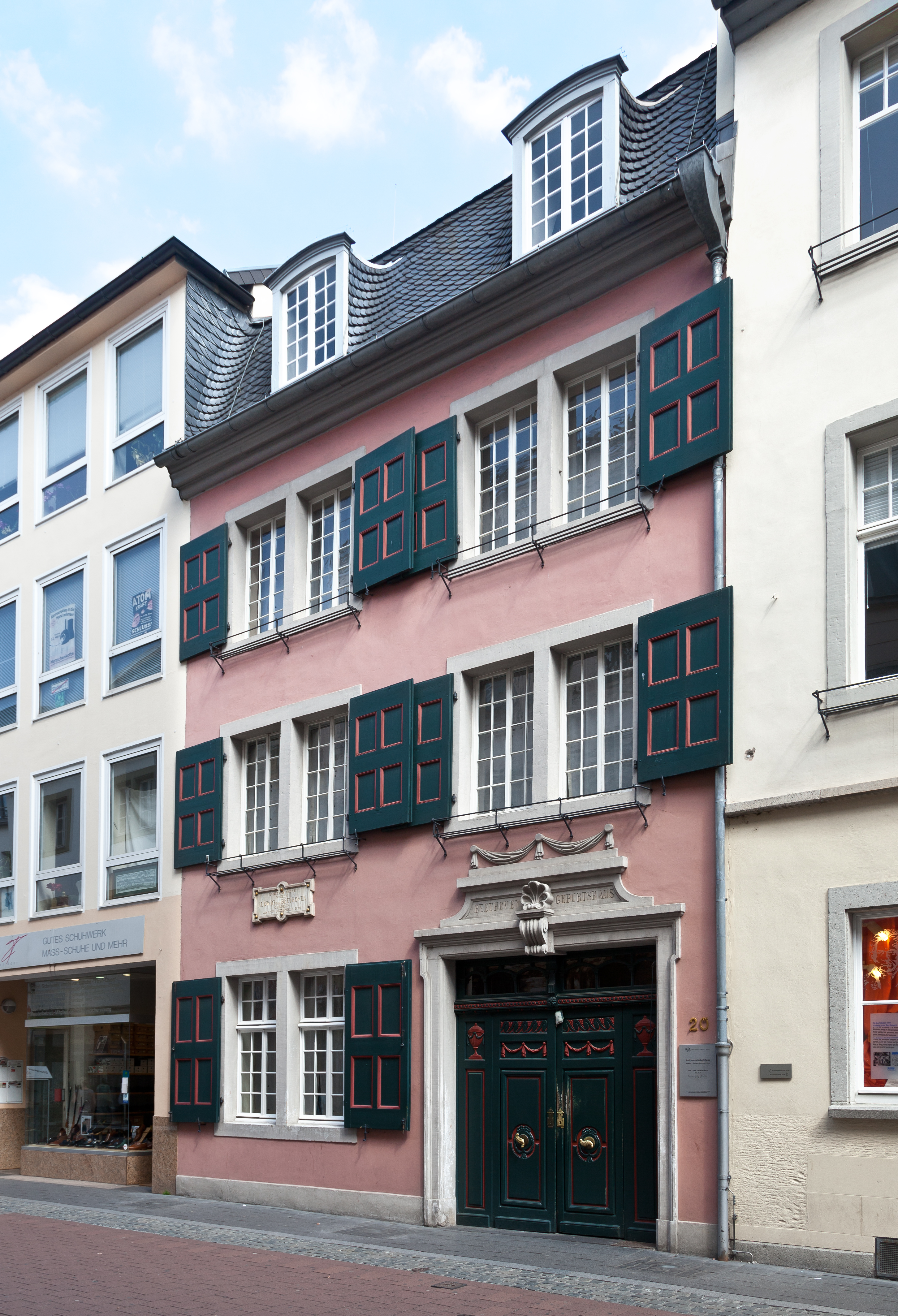
Beethoven Haus, Bonn

Hoy día el autógrafo está disperso en varios lugares: mientras que los dos primeros movimientos se mantienen en la Biblioteca Jagellonica en Cracovia, el tercer movimiento está en el Stiftelsen Musikkulturens Estocolmo y el cuarto movimiento en la Casa Beethoven en Bonn.